# George Copway

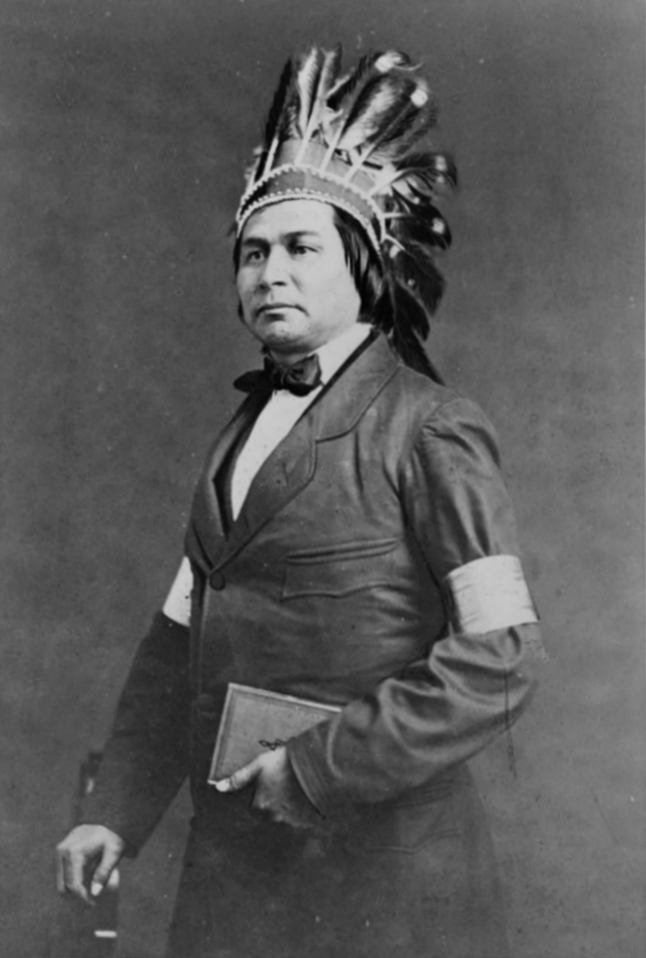
George Copway, um 1860

George Copway (Kah-ge-ga-gah-bowh, „Der, der sicher steht“, * 1818 nahe der Mündung des Trent River, Niederkanada; † 27. Juni 1869 in Ypsilanti, Michigan) war ein indianisch-kanadischer Schriftsteller vom Stamm der Anishinabe. Mitte des 19. Jahrhunderts bereiste er Europa. Nachdem Copway als offizieller Vertreter der christianisierten nordamerikanischen Ureinwohner auf dem internationalen Friedenskongress in Frankfurt a. M. gesprochen hatte, reiste er 1850 nach Düsseldorf, um sich hier mit Ferdinand Freiligrath zu treffen und um die Patenschaft für dessen Sohn Otto zu übernehmen. Bei dieser Gelegenheit porträtierte ihn der deutsch-amerikanische Maler Emanuel Leutze in seinem idealisierenden Bild Der letzte Mohikaner.
Die kanadische Regierung, vertreten durch den für das Historic Sites and Monuments Board of Canada zuständigen Minister, ehrt Kah-ge-ga-gah-bowh am 31. Juli 2018 und erklärte ihn zu einer „Person von nationaler historischer Bedeutung“.

## Werke
- The Life, History and Travels of Kah-ge-ga-gah-bowh (1847), verbindet die persönliche Aufstiegsgeschichte Copways mit der Stammesgeschichte
- The Traditional History and Characteristic Sketches of the Ojibwa Nation (1850), stellt die Stammesgeschichte dar
- Cobways American Indian (Zeitschrift, 1851)
- Running Sketches of Men and Places in England, France, Germany, Belgium and Scotland (Reisebericht, 1851)
- The Ojibway Conquest (1850), erster Gedichtband eines Indianers